# Dunbaria floresiana
Dunbaria floresiana là một loài thực vật có hoa trong họ Đậu. Loài này được Maesen miêu tả khoa học đầu tiên.